# Schloss Ortenberg (Hessen)

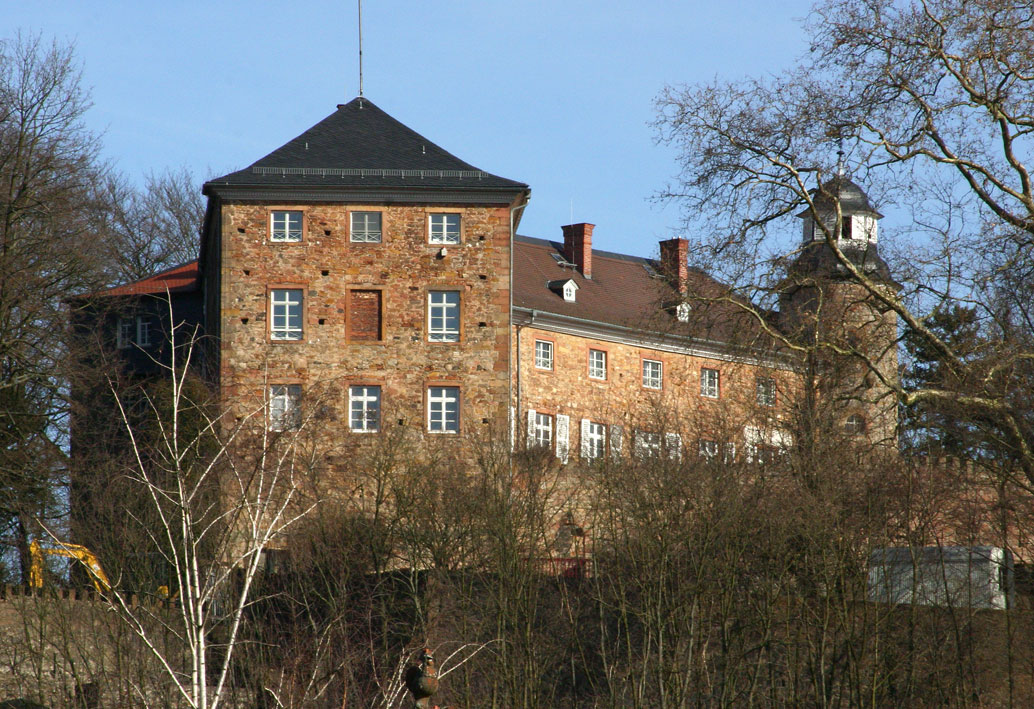
Ansicht des heutigen Schlossbaus

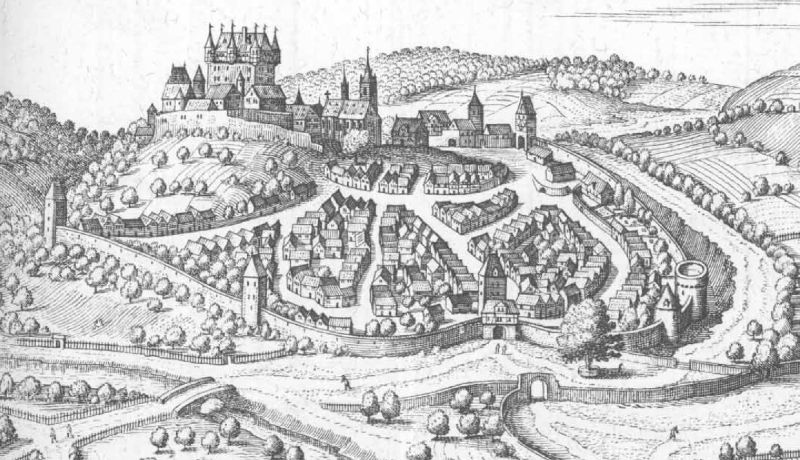
Ortenberg – Auszug aus der Topographia Hassiae des Matthäus Merian, 1655

Schloss Ortenberg ist eine Schlossanlage, die aus einer mittelalterlichen Burg hervorgegangen ist. Es liegt nordöstlich der Stadt Ortenberg im Wetteraukreis in Hessen.

## Geschichte
Die Herren von Ortenberg werden urkundlich erstmals in der zweiten Hälfte des 12. Jahrhunderts genannt. Vermutlich handelt es sich um eine Nebenlinie der Herren von Büdingen, die im 12. Jahrhundert die Burg erbauten, nach baugeschichtlicher Untersuchung um 1180. 1241 wurde die Burg wahrscheinlich zerstört, worauf Brandspuren an Buckelquadern hindeuten, sie wurde aber bald wieder aufgebaut. Mit dem kurz darauf erfolgten Aussterben der Büdinger um 1245 fiel die Burg an eine Ganerbengemeinschaft, bestehend aus den Herren Reiz von Breuberg, von Trimberg, von Hohenlohe-Brauneck und von Kempenich. Die Ganerben setzten Burgmannen ein. Für das Jahr 1260 ist ein Burgfrieden bezeugt. 1266 wurde die Siedlung unterhalb der Burg erstmals als Stadt bezeichnet.
Teile der arg zerstückelten Herrschaft Ortenberg kamen durch Erbschaft an das Haus Nassau, die Herren von Eppstein und die Herren von Weinsberg. 1359 verpfändete Konrad von Trimberg ein Drittel seiner 9/16 an Ulrich III. von Hanau. Die Grafschaft Isenburg hielt zu dieser Zeit 2/16. 1438 bis 1460 waren die 4/16 des Eppsteiner Anteils, das Eppstein-Münzenberger Viertel, an die Herren von Cronberg verpfändet. Als Erben der Eppsteiner hielten die Grafen zu Stolberg-Königstein später zwei Drittel.
Graf Ludwig Georg zu Stolberg (1587–1618) ließ die Anlage zum Renaissanceschloss umbauen. Hanau konnte 1601 seinen Anteil am Schloss auf ein Drittel vergrößern und ließ ab 1622 vor allem ein neues Torhaus errichten. 1796 wurden die Grafen von Stolberg Alleineigentümer; anschließend erfolgten wesentliche Neubauten. Nach der Enteignung des Besitzes Schloss Roßla im Harz siedelte der Fürst Christoph Martin zu Stolberg-Roßla 1945 nach Ortenberg über. Seine Schwiegertochter Hildegard adoptierte den Grafen Alexander zu Stolberg-Wernigerode (* 1967). Das Schloss befindet sich heute noch im Besitz der Familie Stolberg und ist nur in Teilen museal zugänglich.

## Anlage
Sichtbare Baureste der mittelalterlichen Anlage sind das Fundament eines 1953–1955 freigelegten Rundturmes sowie einige Stützmauern mit Buckelquadern. Der spätmittelalterliche zweiflügelige Schlossbau enthält auf der Außenseite ebenfalls noch einige ältere Mauerstücke, ist aber im Wesentlichen ein Neubau des Klassizismus. In der Vorburg (Torbau von 1622 mit Fachwerkaufsatz) befindet sich das als Rentamt genutzte ehemalige Hanauische Haus, äußerlich ebenfalls ein klassizistischer Bau, der aber einen Kern aus dem 15./16. Jahrhundert besitzt.